# Cornelia Scipione
Cornelia Scipione (latino: Cornelia Scipio o Scipionis; 46 a.C. – 16 a.C.) è stata una nobildonna romana imparentata con l'imperatore Augusto.
Fu la figlia di Scribonia (poi moglie di Augusto) e di Publio Cornelio Scipione Salvitone. Sposò Emilio Lepido Paolo, figlio di Lucio Emilio Paolo, da cui ebbe Lucio Emilio Paolo (il quale sposò poi la cugina Giulia minore, nipote di Augusto), Marco Emilio Lepido (console nel 6, sposò Vipsania Marcellina, pronipote di Augusto tramite la sorella Ottavia) e, in base alla testimonianza di Properzio, una figlia di nome Emilia Lepida (nata nel 22 a.C. e dal destino ignoto).
Morì nello stesso anno in cui il fratello venne eletto console. La morte di Cornelia è lo spunto dell'ultima elegia del "liber" poetico di Properzio (4.11).